# Dionysus in 69
Dionysus in 69 ist eine Theaterperformance der „Performance Group“ aus New York City. Inszeniert und produziert wurde das Stück von Richard Schechner. Das Theaterstück basiert zum größten Teil auf dem klassischen Drama „Die Bakchen“ des griechischen Dichters Euripides.

## Der Zeitgeist
„This was a time of radical social transition, reflected in diverging social values between old and young, rich and poor, whites and blacks, male and female sexual roles, and above all, between advocates and opponents of war in Vietnam“ (I. Zeitlin 2004, S. 51)
Wir sind in den 1960er Jahren, einen Monat vor Woodstock und eine Nacht nach der Ermordung Robert F. Kennedys. Um Schechners Produktion „Dionysus in 69“ zu begreifen, muss man den Zeitgeist einfangen, begreifen und in ein Theater umwandeln. Die Idee zum Titel entstand nicht nur, um die Leute zu provozieren, sondern um das Theater mit etwas Politischem zu verbinden. 
Die Zeit des Vietnamkrieges, die Zeit des Sex & Drugs & Rock’n’Roll und der Hippies: Der Ruf nach Frieden, Meinungsfreiheit, Redefreiheit und die sexuelle Revolution sind in dem Theaterstück vereint. Der Drang nach Individualisierung und gleichzeitig die Bildung von Gemeinschaften außerhalb der beengenden sozialen und institutionellen Welt ging durch ganz Amerika und findet sich auch in Schechners Theaterstück wieder. Selbst das äußere Erscheinungsbild gleicht dem eines Dionysos-Zeitalters: Lange Haare, androgyne Gesichter, lange, zerfetzte Kleider. Passenderweise spielt das ganze Stück in einer Garage in Soho in New York.

## Avantgardistisches Theater
„Virtual reality could be experienced by an actor in performance, a reality which originated with ordinary Life experience but somehow transcended it.“ (Shepard 1991, S. 3)
Das avantgardistische Theater, dem auch Schechner angehörte, hatte die Absicht, die vorherigen starren Zuschauer-Schauspieler-Rollen zu brechen. Sie reduzierten die Illusion des Theaters, indem sie Interaktivität mit den Zuschauern herstellten. Es gibt keine Sitze, die Leute saßen auf dem Boden, auf Leitern oder sonstigen Konstruktionen. Auch eine eigentliche Bühne ist nicht zu erkennen. Das Theater spielt im Hier und Jetzt, die Zuschauer befinden sich inmitten der Performance.
Schechner ging noch weiter: Zum ersten Mal verwischen sich die Spuren zwischen der Person und der dargestellten Person. So nennt sich Dionysus zwar Gott, doch gleichzeitig sagt er auch „Ich bin William Finley, aufgewachsen in einem katholischen Umfeld.“ Die Schauspieler improvisieren und enthüllen ihre Persönlichkeit und verbinden sie auf der Bühne mit dem dargestellten Charakter. 
Schechner bricht alle Barrieren: Kann das gut gehen? Zum Teil klappte es – zum Teil nicht. Die Gruppe spielte das Stück einen Monat lang, doch bereits nach einer Woche mussten sie die Interaktion mit den Zuschauern vermindern. Vor allem zwei Szenen enthalten Liebkosungen und Berührungen, und es wurde mit der Zeit immer schwieriger die Kontrolle darüber zu behalten. Die eigentliche Idee der Szene ging verloren. So wurden die Schauspieler aufgeteilt. Eine Gruppe blieb in der Mitte für sich selbst und die andere interagierte mit dem Publikum.

## Die Truppe
Die Truppe arbeitet lange Zeit in einem Workshop, um das Theaterstück einzuproben, Dialoge vorzubereiten und die Performance zu perfektionieren. Da sich die Schauspieler nicht pragmatisch von den gespielten Rollen abgrenzen konnten, kamen Rivalität, Eifersucht, Liebe und Konflikte in die Gruppe:
“My symptones of dissociation both inside and outside the production, feelings of increased isolation from everyone around me, and the conflicts between incompatible elements of my own personality were increasing. Instead of being overjoyed at the Group’s apparent success, I was withdrawing more and more into myself” (Shepard 1991, S. 143)
Bill Shepard, der Pentheus spielte, fühlte sich immer mehr mit seiner Rolle verbunden. Dieses hatte zur Folge, dass er sich immer ausgeschlossener fühlte und schließlich depressiv wurde. Einmal ging er sogar so weit, dass er das Theaterstück sabotierte, indem er sich weigerte, sich von Dionysus verführen zu lassen. Man löste das Problem schließlich, indem die Rollen alternierend gewechselt wurden.

## Zu den Bakkchen
Wer bin ich?: Im Herzen des Bakchenstückes steht die Frage: Wer bin ich?. Schechner geht hier nicht ontologisch auf die Frage ein, sondern mehr auf einer Ebene des Theaters. Das Wechseln der Rollen, die Identifikation der Person mit dem dargestellten Mensch, die Verwischung der Zuschauer-Schauspieler-Rolle trägt dazu bei, das eine vielschichtige Frage der Identifikation gestellt wird. Die Identität ist vorhanden, sie ist jedoch vielschichtig, wie eine Patchworkdecke angelegt.
Die Texte im Stück selbst sind zum Teil verändert. So zitiert er Sophokles wie aktuelle Themen. So zum Beispiel die bevorstehende Präsidentenwahl oder allgemeiner die politische Einstellung gegenüber Kirche und Staat. Aus den Bakchen werden von 1300 Zeilen etwa 600 verwendet. Der restliche Text ist von der Gruppe selbst in Workshops erarbeitet. Interessant ist, das Pentheus sich zu Beginn stark am Originaltext der Bakchen orientiert. Je weiter das Stück fortschreitet, desto mehr wird seine Rede freier und individueller. Bei Dionysus geschieht das Umgekehrte, zu Beginn spricht er frei und hält sich immer mehr an den Originaltext. Pentheus wird also im Laufe des Stückes durch die Berührung und Überzeugung Dionysus immer freier. Dionysus hingegen muss sich immer mehr als Gott darstellen und seine Göttlichkeit behaupten. Noch am Schluss kann er nicht sicher sein, ob das Publikum wirklich glaubt er, William Finley, sei ein Gott.

## Sexuelle Befreiung
“The nudity stirred a storm beyond our expectations. […] Everyone who saw or even heard about Dionysus had something to say about the nakedness”. (Schechner 1968, S. 96)
Schechner machte sich viele Gedanken über die Kostüme. Er wollte das Stück keinesfalls durch lächerliche Kostüme ruinieren und so entschied man sich für die Nacktheit. Fast das ganze Stück durch sind die Schauspieler nackt. Überhaupt spielt das ganze Stück sehr mit Sexualität, Freizügigkeit und sogar sexueller Befreiung. Schechner und die Gruppe selbst sahen dies aber nicht in einem anzüglichen oder voyeuristischer Weise, sondern als nötig für eine Darstellung der Bakchen. Das Stück folgt dem Plot der Bakchen ziemlich treu, außer der Szene des Erdbebens und der des Verkleidens des Pentheus. Die Erdbebensequenz wird weggelassen und die des Verkleidens wird umgewandelt. Die Gruppe beschloss, dass sich Pentheus nicht als Frau verkleiden solle, sondern die eigentliche Bedeutung der Szene hervorkommen solle. Dionysus verlangt folglich von Pentheus eine homosexuelle Befriedigung, die allerdings auf der Bühne nicht sichtbar ist. Man wollte die Angst der Menschen ans Licht bringen: die Prüdheit der Gesellschaft, Angst vor sexueller Freiheit und Homosexualität.

## Rezeption
Schechners Inszenierung war definitiv eine bahnbrechende. Und wie meistens, wenn jemand etwas Neues erfindet oder der Zeit voraus ist, hagelt es nur so Kritik. Vor allem die Nacktheit führte zu einem Medienrummel:
„Is Schechner proposing that, authoritarians being latent homosexuals, the state be brought to wither away by seducing those in power?“ (Stefan Brecht 1969, S. 160)
Brecht kritisiert hier vor allem das Dionysische an dem Stück. Er wirft Schechner vor, dass er durch die Ecstasy-Erfahrung gar nicht auf das Publikum eingeht, sondern dass das eine Erfahrung des Egos sei. Weiter kritisiert er die Homosexualität im Stück. Wenn sich also Pentheus zur Homosexualität hingezogen fühlt, sind dann alle Autoritäten homosexuell? Und wenn dies so ist, kann man diese Macht zu Fall bringen, indem man sie verführt? Brecht gibt hier keine Antwort, es ist aber auf jeden Fall eine interessante Interpretation des Stückes. Das Stück lässt allgemein viel Raum für Interpretation und somit auch Kritik und eigene Gedanken. Nicht zuletzt deshalb wird das Stück so gefeiert – jeder kann im Theater zu einem Bakchen werden und aktiv am Dionysuskult teilnehmen.
Der Dokumentarfilm Dionysus in '69 (deutsch: Dionysos 69) des US-amerikanischen Filmregisseurs Brian De Palma lief im Wettbewerb der Berlinale 1970, wurde dort allerdings sehr schlecht aufgenommen. Er erschien zuletzt 2003 auf DVD bei Carlotta Films (Frankreich).